# Sodemun
Sodemun (korejsky 서대문 형무소, Sŏdämun hjŏngmuso) je někdejší věznice v Soulu, hlavním městě Jižní Koreje. Objekt byl vybudován na začátku roku 1907 a 21. října 1908 byla pod názvem Gyeongseong Gamok věznice otevřena. Když Japonci začali v roce 1910 okupovat Koreu, změnili název věznice na Keijo, což vycházelo z Keijo Kangoku, tedy japonské výslovnosti původního názvu Gyeongseong Gamok. Označení Sŏdämun má komplex od roku 1923.

## Historie
Věznici po dobu japonské nadvlády v Koreji využívali okupanti pro věznění svých odpůrců, jež se snažili o vymanění země z japonského područí. Původní kapacita objektu počítala s umístění pěti set vězňů; navíc disponovala i speciálním oddělením pro ženy a mladé dívky. V roce 1911 zde byl vězněn Kim Koo, významná osobnost korejského osvobozeneckého hnutí. Roku 1919 po pochodu 1. března se počet vězňů rapidně zvýšil, když zde byly uvězněny asi tři tisícovky aktivistů. Mezi nimi se nacházela rovněž Ryu Gwansun, jež podlehla následkům mučení. Těsně před koncem japonské okupace v roce 1945 si zde odpykávalo svůj trest 2 980 vězňů.
Kapitulací Japonska 2. září 1945 skončila rovněž japonská okupace Koreje. Věznici poté využívala korejská vláda a objekt označovala různými názvy jako například do roku 1961 Vězení v Soulu, dalším názvem byl do roku 1967 Nápravný institut v Soulu a pak, až do svého uzavření roku 1987, nesl název Zadržovací středisko v Soulu. Po uzavření věznice jej nahradilo zařízení zbudované ve městě Uiwang v provincii Kjonggi.
Roku 1992 byla zpřístupněna síň historie věznice a kolem celého objektu vznikl park nezávislosti nazvaný Sŏdämun. Coby historická památka je dochováno a chráněno celkem sedm z původních patnácti objektů. V síni historie jsou zmíněni všichni, kdož věznicí prošli během japonské nadvlády.
Během srpna 2015 bývalý japonský ministerský předseda Jukio Hatojama navštívil Jižní Koreu, včetně věznice Sŏdämun v jejím hlavním městě. Podobně jako Willy Brandt ve Varšavě, i Hatojama před pamětním kamenem soulské věznice poklekl na znak omluvy za válečné zločiny, jichž se na korejském obyvatelstvu Japonci během bojů druhé světové války dopustili.